# Lambda Muscae
Lambda Muscae (λ Mus, λ Muscae) é a quarta estrela mais brilhante da constelação de Musca, com uma magnitude aparente de 3,65. Medições de paralaxe mostram que está localizada a aproximadamente 127 anos-luz (39 parsecs) da Terra.
Lambda Muscae é uma estrela de classe A da sequência principal com um tipo espectral de A7 V e temperatura efetiva de 8 042 K, portanto emite luz de cor branca. Com base em seu diâmetro angular de 0,84 milissegundos de arco, possui um raio de aproximadamente 3,5 vezes o raio solar. Sua metalicidade (a abundânca de elementos diferentes de hidrogênio e hélio) equivale a 186% da solar e sua velocidade de rotação projetada é de 57,7 km/s.
Lambda Muscae forma um sistema binário com uma estrela localizada a uma distância média de 6,3 milissegundos de arco na esfera celeste. A órbita tem um período de 1,239 anos e uma excentricidade de 0,2986.